# Jezero Njivice na Krku
Jezero Njivice na Krku este o arie protejată (sit de importanță comunitară — SCI) din Croația întinsă pe o suprafață de 629,48 ha, integral pe uscat.

## Localizare
Centrul sitului Jezero Njivice na Krku este situat la coordonatele 45°10′30″N 14°34′34″E / 45.175123°N 14.57624°E.

## Înființare
Situl Jezero Njivice na Krku a fost declarat sit de importanță comunitară în iulie 2013 pentru a proteja 5 specii de animale.

## Biodiversitate
Situată în ecoregiunea mediteraneană, aria protejată conține 1 habitat natural: Pajiști submediteraneene de Molinio-Hordeion secalini.
La baza desemnării sitului se află mai multe specii protejate:
- mamifere (2): liliacul mare cu potcoavă (Rhinolophus ferrumequinum), liliacul mic cu potcoavă (Rhinolophus hipposideros)
- nevertebrate (2): Coenagrion ornatum, Lindenia tetraphylla
- reptile (1): țestoasa de baltă (Emys orbicularis)

Pe lângă speciile protejate, pe teritoriul sitului au mai fost identificate 2 specii de plante.